# FK Inter Bratislava
Az Inter Bratislava egy szlovák labdarúgócsapat Pozsony városából, 1940-ben alapították, jelenleg a szlovák harmadosztályban szerepel. A szlovák bajnokságot 2, a szlovák kupát pedig 6 alkalommal nyerték meg, illetve egyszer csehszlovák bajnokok lettek. Az Intertotó-kupát kétszer, a Közép-európai kupát egyszer nyerte meg a klub.

## Története
A klubot 1940-ben alapította ŠK Apollo Bratislava néven a pozsonyi Apollo (később Slovnaft) olajfinomító üzem. A klub először 1953-ban jutott fel a csehszlovák élvonalba Červená Hviezda (vörös csillag) néven, és első élvonalbeli szezonjában bronzérmes lett. Az 1958–59-es idény végén a klub csehszlovák bajnok lett, valamint indulhatott az 1959–1960-as bajnokcsapatok Európa-kupája küzdelmeiben. A klub neve 1962-ben Slovnaft Bratislava lett, valamint 1963-ban és 1964-ben is Intertotó-kupagyőzelmet ünnepelhetett. A klubra a hatvanas évek közepétől kezdtek el Inter Bratislavaként hivatkozni. Az évtized végén a klub kétszer is szerepelt a Közép-európai kupa döntőjében; 1969-ben a Teplice csapata ellen megnyerték, 1970-ben a Vasas csapata ellen elveszítették a finálét. A csehszlovák liga 1993-as felbomlásáig a klub - két szezon kivételével - stabil tagja volt az élvonalnak, az 1976-os Európa-bajnok csehszlovák válogatottban három Inter játékos is szerepelt (Barmoš, Jurkemik és Petráš). Csehszlovákia felbomlása után a klub a szlovák élvonalban kezdett el versenyezni, ahol első idényében ezüstérmes lett a csapat, a következő idényben pedig szlovák kupagyőztes lett. A klub 2000-ben és 2001-ben is szlovák bajnok és kupagyőztes lett. A 2006–2007-es szezon végén az Inter kiesett a szlovák élvonalból. A klub 2009-ben másodosztályú bajnokként visszajuthatott volna az élvonalba, azonban pénzügyi nehézségek miatt el kellett hogy adja élvonabeli licenszét az FK Senica csapatának. A klub a 2010-2011-es idényt az ötödosztályban kezdte meg.

## Sikerek
- Corgoň Liga
  - Bajnok: 1999–00, 2000–01
  - Második: 1993–94, 1998–99
- Szlovák kupa
  - Győztes: 1984, 1988, 1990, 1994–95, 1999–00, 2000–01
  - Második: 1976, 1979
- Csehszlovák labdarúgó-bajnokság
  - Bajnok: 1958–59
  - Második: 1960–61, 1974–75, 1976–77
- Intertotó-kupa
  - Győztes: 1962–63, 1963–64
- Közép-európai kupa
  - Győztes: 1968–69
  - Döntős: 1969–70

## Nemzetközi kupákban való szereplések
| Kiírás                      | M  | Gy | D  | V  | RG/KG   | G   |
| --------------------------- | -- | -- | -- | -- | ------- | --- |
| BEK és UEFA-bajnokok ligája | 12 | 5  | 3  | 4  | 16-17   | -1  |
| UEFA-kupa és Európa-liga    | 36 | 22 | 0  | 14 | 64-46   | +18 |
| Kupagyőztesek Európa-kupája | 10 | 2  | 2  | 6  | 10-20   | -10 |
| Közép-európai kupa          | 24 | 12 | 5  | 7  | 58-35   | +23 |
| Összesen                    | 82 | 41 | 10 | 31 | 148-118 | +30 |

## Korábbi elnevezések
| Klubnév                                  | Időszak   |
| ---------------------------------------- | --------- |
| ŠK Apollo Bratislava                     | 1940–1945 |
| TKNB Bratislava                          | 1945–1948 |
| Sokol SNB Bratislava                     | 1948–1952 |
| TJ Červená Hviezda Bratislava            | 1952–1962 |
| TJ Slovnaft Bratislava                   | 1962–1965 |
| TJ Internacionál Slovnaft Bratislava     | 1965–1986 |
| TJ Internacionál Slovnaft ZŤS Bratislava | 1986–1991 |
| AŠK Inter Slovnaft Bratislava            | 1991–2004 |
| FK Inter Bratislava                      | 2004–     |

## Híres játékosok
| - Jozef Barmoš - Ladislav Jurkemik - Ladislav Petráš - Titus Buberník - Ján Čapkovič - Milan Dolinský - Peter Fieber - Kazimír Gajdoš - Justín Javorek - Kacsányi László - Jaroslav Košnar | - Mikuláš Krnáč - Štefan Matlák - Móder József - Molnár László - Molnár Pál - Gustav Mráz - Ladislav Pavlovič - Lubomír Pokluda - Adolf Scherer - Szikora György - Jiří Tichý | - Vladimír I Weiss - Vladimír II Weiss - Vladimír III Weiss - Molnár László - Ľubomír Luhový - Marek Čech - Erik Čikoš - Marián Čišovský - Vratislav Greško - Juraj Halenár - Hornyák Zsolt | - Tomáš Košický - Marek Krejčí - Ján Mucha - Németh Szilárd - Pinte Attila - Tomáš Majtán - Filip Šebo - Rudolf Urban - Rolf Landerl - Baranyi Miklós - José Carlos Chaves |